# Wall, Pennsylvania
Wall är en ort i Allegheny County i delstaten Pennsylvania, USA.